# Vittorio Vighi
Vittorio Vighi (Bologna, 22 marzo 1927 – Roma, 25 gennaio 2008) è stato un vignettista, pittore e sceneggiatore italiano.

## Biografia
Nato a Bologna nel 1927, cominciò ventenne a collaborare al "Marc'Aurelio" , al "Travaso" , a "L'Europeo" e ad "Epoca" . Venne premiato nel 1958 al Salone Internazionale dell'Umorismo di Bordighera. Nel 1957 si sposò con Marcella Longo, anch'ella pittrice. Nel 1958 nacque il figlio Massimiliano